# 306 a.C.
Il 306 a.C. (CCCVI a.C. in numeri romani) è un anno  del IV secolo a.C.

## Eventi
- Definitiva sottomissione degli Ernici da parte dei Romani.
- Dopo una serie di vittorie militari, Antigono I Monoftalmo di Macedonia (il fondatore della dinastia antigonide) si proclama re e tenta di riunire l'impero di Alessandro Magno.
- Cartaginesi e siracusani concludono una pace che sancisce anche il confine che divide la Sicilia: la zona a ovest del fiume Halycus rimane in possesso degli africani, la zona ad est rimane sotto l'egemonia greca.
- Il generale Tolomeo fonda il Regno d'Egitto.
- I Romani dopo un lungo assedio conquistano Botromagno, città peuceta nei pressi dell'attuale Gravina di Puglia, e portano via 5000 prigionieri.
- Roma
  - Consoli Publio Cornelio Arvina e Quinto Marcio Tremulo
  - Dittatore Publio Cornelio Scipione Barbato

## Morti
- Dionisio di Eraclea, sovrano greco antico (n. 361 a.C.)